# Црвена светла (филм)
Црвена светла је документарни филм о трговини људима у Камбоџи, који је премијерно приказан 4. октобра 2009. године на филмском фестивалу у Вудстоку. Луси Љу је била извршни продуцент и наратор филма. Продуцент филма је Кери Гирвин, а режисери су Гај Џејкобсон и Ади Езрони. „Црвена светла” документује четири године живота неколико камбоџанске деце која су киднапована у сврху дечије проституције. Ова деца су и дечаци и девојчице, а нека имају само 3 или 4 године. Неки од снимака филма су тајно снимани у борделима, а затим прокријумчарени. Љу је промовисала филм на Међународном филмском фестивалу у Каиру 2009. године. Showtime је 2010. године емитовао филм у оквиру Месеца свести о трговини људима. Прва пројекција у Конектикату одржана је у Вестпорту тог новембра.